# Sadaharu Oh
Sadaharu Oh, född den 20 maj 1940 i Sumida i Tokyo, är en japansk före detta professionell basebollspelare och -tränare.
Med 868 homeruns är han den professionella basebollspelare som slagit flest homeruns oavsett liga i världen. Oh spelade hela sin karriär i den japanska ligan Nippon Professional Baseball (NPB).